# Круглый (Курская область)
Кру́глый — посёлок в Железногорском районе Курской области. Входит в состав Разветьевского сельсовета.

## География
Расположен в 12 км к западу от Железногорска на левом берегу реки Осмонь. Высота над уровнем моря — 215 м. Ближайшие населённые пункты — село Лубошево и посёлок Красный.

## История
В 1937 году в посёлке было 10 дворов. Во время Великой Отечественной войны, с октября 1941 года по февраль 1943 года, находился в зоне немецкой оккупации. До 2010 года входил в состав Расторогского сельсовета.

## Население
| 1979 | 2002 | 2010 |
| ---- | ---- | ---- |
| 25   | ↘7   | ↘6   |